# Selenediella mckenziei
Selenediella mckenziei är en insektsart som först beskrevs av Takahashi 1951.  Selenediella mckenziei ingår i släktet Selenediella och familjen pansarsköldlöss. Inga underarter finns listade i Catalogue of Life.